# Arthur Simon
Arthur Simon (* 25. Februar 1893 in Barmen; † 5. Mai 1962 in Dresden) war ein deutscher Chemiker und Hochschullehrer an der TH Dresden.

## Leben und Werk
Arthur Simon studierte ab 1912 Chemie an der Universität München. Während seines Studiums wurde er im Wintersemester 1912/13 Mitglied der Münchener Burschenschaft Arminia. Wegen eines tödlichen Unfalls bei einer Mensur wurde er zu zwei Jahren Festungshaft verurteilt. Er wurde begnadigt, als er 1914 als Soldat im Ersten Weltkrieg diente. Dabei wurde er mit dem Eisernen Kreuz ausgezeichnet. 1919 setzte er das Studium an der Universität Göttingen fort. Dort wurde er 1922 bei Richard Zsigmondy promoviert, wurde anschließend Assistent an der Bergakademie Clausthal, wechselte an die TH Stuttgart und habilitierte sich dort 1927 bei Ernst Wilke-Dörfurt, wo er auch 1929 zum außerordentlichen und 1930 zum ordentlichen Professor ernannt wurde.
Von 1932 bis 1960 war er als Nachfolger von Fritz Foerster Professor für Anorganische Chemie und anorganisch-technische Chemie an der TH Dresden. Im November 1933 unterzeichnete Simon das Bekenntnis der deutschen Professoren zu Adolf Hitler. Er war Mitglied im NS-Lehrerbund und Förderndes Mitglied der SS. 1945 bis 1949 war Simon Herausgeber des Chemischen Zentralblatts. Von 1946 bis 1951 reorganisierte er als ehrenamtlicher Ministerialdirektor im Sächsischen Ministerium für Volksbildung und Abteilungsleiter für die Hochschulen das sächsische Hochschulsystem.
Seit 1948 war er Mitglied der Sächsischen Akademie der Wissenschaften zu Leipzig und deren Vizepräsident von 1956 bis 1962. 1954 wurde er Mitglied der Leopoldina und 1956 ordentliches Mitglied der Deutschen Akademie der Wissenschaften zu Berlin. 1953 wurde mit dem Nationalpreis der DDR, III. Klasse ausgezeichnet „für seine hervorragenden Arbeiten auf dem Gebiet der anorganischen Chemie, insbesondere der Raman-Spektroskopie, die es ermöglicht, die Struktur komplizierter anorganischer Verbindungen zu klären“. 1956 erhielt er die Clemens-Winkler-Medaille. 1958 wurde er Ehrendoktor der TH Darmstadt. Er erhielt die Alexander-von-Humboldt-Medaille der Deutschen Akademie der Wissenschaften zu Berlin (1959) und den VVO in Silber (1959).
Zusammen mit Walter Müller erfand er 1925 den elektrischen Simon-Müller-Ofen, einen Tiegelofen zur Porzellanherstellung. Im Jahr 1927 wurde eine weitere Erfindung Simons, der Simon-Kryostat, patentiert.

## Schriften
- Beiträge zur quantitativen chemischen Analyse des Antimons und zur Kenntnis der Antimonpentoxyd-Hydrate, 1923
- Über den Raman-Effekt, 1938
- Gitteraufbau und Katalyse bei der Gasentschwefelung, 1961